# Sattur
Sattur è una suddivisione dell'India, classificata come municipality, di 31.274 abitanti, situata nel distretto di Virudhunagar, nello stato federato del Tamil Nadu. In base al numero di abitanti la città rientra nella classe III (da 20.000 a 49.999 persone).

## Geografia fisica
La città è situata a 09° 20' 57 N e 77° 54' 58 E.

## Società

### Evoluzione demografica
Al censimento del 2001 la popolazione di Sattur assommava a 31.274 persone, delle quali 15.366 maschi e 15.908 femmine. I bambini di età inferiore o uguale ai sei anni assommavano a 3.388, dei quali 1.770 maschi e 1.618 femmine. Infine, coloro che erano in grado di saper almeno leggere e scrivere erano 23.601, dei quali 12.595 maschi e 11.006 femmine.